# Ángel Rodríguez (basket-ball)
Pour les articles homonymes, voir Ángel Rodríguez et Rodríguez.
Ángel Daniel Rodríguez Tricoche, né le 5 décembre 1992 à San Juan, Porto Rico, est un joueur portoricain de basket-ball. Il évolue au poste de meneur.

## Biographie
Non sélectionné lors de la draft 2016 de la NBA, Rodríguez à la NBA Summer League 2016 avec les Spurs de San Antonio.
Le 9 juillet 2016, il signe son premier contrat professionnel en France, au Cholet Basket.
En décembre 2022 Rodriguez rejoint le RSW Liège Basket.

## Statistiques

### Universitaires
Les statistiques en matchs universitaires d'Ángel Rodríguez sont les suivantes :
| Saison    | Équipe       | Matchs | Titul. | Min./m | % Tir | % 3pts | % LF | Rbds/m. | Pass/m. | Int/m. | Ctr/m. | Pts/m. |
| --------- | ------------ | ------ | ------ | ------ | ----- | ------ | ---- | ------- | ------- | ------ | ------ | ------ |
| 2011-2012 | Kansas State | 32     | 16     | 21,7   | 36,0  | 31,7   | 68,8 | 2,47    | 3,16    | 1,28   | 0,03   | 8,28   |
| 2012-2013 | Kansas State | 33     | 33     | 28,2   | 36,1  | 34,4   | 82,6 | 2,09    | 5,24    | 1,52   | 0,00   | 11,36  |
| 2014-2015 | Miami        | 32     | 29     | 28,3   | 33,7  | 30,4   | 74,5 | 2,34    | 3,94    | 1,84   | 0,28   | 11,94  |
| 2015-2016 | Miami        | 35     | 35     | 30,2   | 44,2  | 34,1   | 80,0 | 2,54    | 4,51    | 1,66   | 0,17   | 12,57  |
| Total     |              | 132    | 113    | 27,2   | 37,6  | 32,8   | 76,4 | 2,36    | 4,23    | 1,58   | 0,12   | 11,08  |

## Palmarès et distinctions
- Third-team All-ACC (2016)
- Second-team All-Big 12 (2013)
- Big 12 All-Defensive Team (2013)
- Meilleur intercepteur de BNXT League en 2023 (3,5 en moyenne par match) et en 2024 (2,6 en moyenne par match).
- Élu dans la Dream Team de BNXT League 2023-2024[4].